# Myslina
Myslina (bis 1927 slowakisch „Myšlina“; ungarisch Mislye – bis 1907 Mislyina, älter auch Mislina) ist eine Gemeinde im Osten der Slowakei mit 599 Einwohnern (Stand: 31. Dezember 2024), die zum Okres Humenné, einem Kreis des Prešovský kraj, gehört. Vielmehr ist sie Teil der traditionellen Landschaft Zemplín.

## Geographie
Die Gemeinde befindet sich am Südrand der Niederen Beskiden am Übergang vom Vorgebirge Beskydské predhorie in das Bergland Ondavská vrchovina, am kleinen Fluss Ondavka im Einzugsgebiet der Ondava. Das Ortszentrum liegt auf einer Höhe von 160 m n.m. und ist sechs Kilometer von Humenné entfernt.
Nachbargemeinden sind Slovenská Volová im Norden, Gruzovce und Brestov im Nordosten, Humenné im Osten und Südosten, Závadka im Süden und Südwesten und Lieskovec im Westen und Nordwesten.

## Geschichte
Myslina wurde zum ersten Mal 1307 als Misle schriftlich erwähnt und war Teil des Herrschaftsgebiets von Humenné. Später war es Besitz von Familien wie Bornemissa (1576), Szirmay (18. Jahrhundert) und Andrássy (19. Jahrhundert). 1550 wurden 10,5 Porta verzeichnet. 1715 gab es eine Mühle, 11 verlassene und 17 bewohnte Haushalte. 1787 hatte die Ortschaft 44 Häuser und 406 Einwohner, 1828 zählte man 56 Häuser und 414 Einwohner. Von 1900 bis 1910 wanderten viele Einwohner aus.
Bis 1918/1919 gehörte der im Komitat Semplin liegende Ort zum Königreich Ungarn und kam danach zur Tschechoslowakei beziehungsweise heute Slowakei. Nach 1918 waren die Einwohner überwiegend als Landwirte beschäftigt. Nach dem Zweiten Weltkrieg wurde die örtliche Einheitliche landwirtschaftliche Genossenschaft (Abk. JRD) im Jahr 1952 (1953 aufgelöst) und erneut 1960 gegründet, ein Teil der Einwohner pendelte zur Arbeit nach Humenné.

## Bevölkerung
| Jahr                | 1994 | 2004    | 2014    | 2024    |
| ------------------- | ---- | ------- | ------- | ------- |
| Anzahl der Personen | 535  | 567     | 587     | 599     |
| Unterschied         |      | +5,98 % | +3,52 % | +2,04 % |

| Jahr                | 2023 | 2024    |
| ------------------- | ---- | ------- |
| Anzahl der Personen | 606  | 599     |
| Unterschied         |      | −1,15 % |

Nach der Volkszählung 2011 wohnten in Myslina 549 Einwohner, davon 544 Slowaken sowie jeweils ein Russine und Ukrainer. Ein Einwohner gab eine andere Ethnie an und zwei Einwohner machten keine Angabe zur Ethnie.
523 Einwohner bekannten sich zur römisch-katholischen Kirche, sieben Einwohner zur griechisch-katholischen Kirche sowie jeweils ein Einwohner zur apostolischen Kirche und zur orthodoxen Kirche. Drei Einwohner bekannten sich zu einer anderen Konfession, fünf Einwohner waren konfessionslos und bei neun Einwohnern wurde die Konfession nicht ermittelt.

## Bauwerke und Denkmäler
- römisch-katholische Kreuzerhöhungskirche aus dem Jahr 1725[6]
- Kapelle Jungfrau Maria aus dem Jahr 1995

## Verkehr
Nach Myslina führt nur die Cesta III. triedy 3825 („Straße 3. Ordnung“) von einer Kreuzung mit der Cesta II. triedy 558 („Straße 2. Ordnung“, Sedliská–Humenné) heraus. Der nächste Bahnanschluss ist in Humenné an den Bahnstrecken Michaľany–Łupków und Humenné–Stakčín.